# 마칭가현

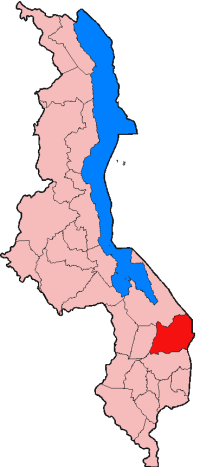
마칭가 현

마칭가현(Machinga District)는 말라위 남부 주에 위치한 현으로, 현도는 마칭가이며 면적은 3,771km2, 인구는 369,614명이다. 망고치 현과 좀바 현, 발라카 현과 인접해 있으며 모잠비크와 국경을 맞대고 있다.